# أليكساندر بيكار
أليكساندر بيكار هو لاعب هوكي الجليد كندي، ولد في 9 أكتوبر 1985 في مدينة كيبك في كندا.

## وصلات خارجية
- أليكساندر بيكار على موقع دوري الهوكي الوطني (الإنجليزية)
- أليكساندر بيكار على موقع EliteProspects.com (الإنجليزية)
- أليكساندر بيكار على موقع Eurohockey.com (الإنجليزية)
- أليكساندر بيكار على موقع HockeyDB.com (الإنجليزية)
- أليكساندر بيكار على موقع Hockey-Reference.com (الإنجليزية)